# Blaise Kouassi
Pour les articles homonymes, voir Kouassi.
Blaise Kouassi est un footballeur international ivoirien, né le 2 février 1974 à Abidjan.
Il a pris sa retraite professionnelle à la fin de la saison 2008-2009 qu'il aura largement manquée après s'être blessé lors de la 2e journée. Il joue actuellement en Vétéran dans un club de la banlieue angevine (Maine-et-Loire), l'ES Bouchemaine.

## Carrière
Il dispute son premier match en Ligue 1 au Parc des princes le 7 février 2001 lors d'une victoire de Guingamp (1-3). Il reste au club breton pendant quatre saisons, y disputant plus d'une centaine de matchs.
Lors d'un match contre Starbourg le 26 février 2006 sur un tacle il blessa Kévin Gameiro qui sera par la suite diagnostiquer des ruptures des ligaments Croisés.
Après une année passée en Ligue 2, il signe en 2005 à Troyes. Le 16 mai 2007, à deux journées de la fin du championnat, il résilie son contrat avec l'ESTAC et s'engage avec le club qatari d'Al Rayyan Club qu'il avait rejoint en début de semaine. Il revient en France quelques mois plus tard en signant avec la formation de Ligue 2 du SCO Angers.
International ivoirien, il fait ses débuts avec les Éléphants le 15 novembre 2003 lors du match Sénégal-Côte d'Ivoire. En 2006 il joue la finale de la CAN 2006 puis il est sélectionné pour la Coupe du monde de football 2006. Il prend sa retraite professionnelle à l'issue de la saison 2008-2009.

## Palmarès
- Vainqueur de la ligue des champions africaine avec l'Asec d'Abidjan en 1998.
- Finaliste de la Coupe d'Afrique des nations de football 2006.
- membre de l'Équipe de Côte d'Ivoire de football à la coupe du monde 2006.
- membre de l'équipe de Côte d'Ivoire de la CAN 2006.
- 37 sélections en équipe nationale.